# Sultan Al-Jaber

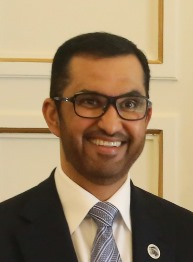

Sultan Ahmed Al Jaber is een politicus uit de Verenigde Arabische Emiraten, minister van Industrie en Geavanceerde Technologie, hoofd van de Abu Dhabi National Oil Company (ADNOC), en voorzitter van Masdar.
Al Jaber is de speciale gezant van de VAE voor klimaatverandering en de voorzitter van de Klimaatconferentie van Dubai. Zijn benoeming tot voorzitter werd fel bekritiseerd door milieuactivisten vanwege werk bij ADNOC. Als hoofd van ADNOC zorgde Al Jaber namelijk voor een substantiële uitbreiding van de gas- en olieproductie, terwijl de fossiele industrie opgeroepen wordt om de productie te verminderen ter behoeve van klimaatmitigatie.